# الريحانة (بني سلطان بني روتن)
الريحانة هو دُوَّار يقع بجماعة عين بيضاء، إقليم وزان، جهة طنجة تطوان الحسيمة في المملكة المغربية. ينتمي الدوّار لمشيخة بني سلطان بني روتن التي تضم 13 دوار. يقدر عدد سكانه بـ 237 نسمة حسب الإحصاء الرسمي للسكان والسكنى لسنة 2004.

## روابط خارجية
- البوابة الوطنية للجماعات الترابية
- المندوبية السامية للتخطيط